# Michael Ouzas
Michael Ouzas (* 30. August 1985 in Hamilton, Ontario) ist ein ehemaliger kroatisch-kanadischer Eishockeytorwart, der zuletzt bei Fehérvár AV19 in der ICE Hockey League spielte.

## Karriere
Ouzas begann seine Karriere in der Ontario Hockey League, wo er unter anderem für die Toronto St. Michael’s Majors und lange Zeit für die Mississauga IceDogs spielte, ehe er als College-Spieler zwei Jahre lang für die University of New Brunswick in der Canadian Interuniversity Sport auflief. Im Jahr 2008 absolvierte er ein Tryout bei den Toronto Maple Leafs, spielte jedoch nur für die Fresno Falcons und Reading Royals in der ECHL. Ab 2010 stand er im Kader der Las Vegas Wranglers, wo er auch den größten Teil der Spiele absolvierte.
Im Frühsommer 2011 wurde er vom kroatischen Club KHL Medveščak Zagreb, der mit seiner ersten Mannschaft in der österreichischen Eishockeyliga spielt, unter Vertrag genommen, wo er als Ersatzmann von Robert Kristan fungierte.
Ab 2013 stand er beim EHC Linz aus der EBEL unter Vertrag. Nach der Saison 2018/19 wurde sein Vertrag nicht verlängert.

## Erfolge und Auszeichnungen
- 2005 OHL Goaltender of the Year
- 2005 OHL First All-Star Team
- 2007 University-Cup-Gewinn mit der University of New Brunswick
- 2008 CIS All-Tournament Team
- 2010 ECHL-Torhüter des Monats November
- 2011 Teilnahme am ECHL All-Star Game
- 2014 Höchste Fangquote der EBEL-Playoffs

## Karrierestatistik

### Play-offs
(Legende zur Torhüterstatistik: GP oder Sp = Spiele insgesamt; W oder S = Siege; L oder N = Niederlagen; T oder U oder OT = Unentschieden oder Overtime- bzw. Shootout-Niederlage; Min. = Minuten; SOG oder SaT = Schüsse aufs Tor; GA oder GT = Gegentore; SO = Shutouts; GAA oder GTS = Gegentorschnitt; Sv% oder SVS% = Fangquote; EN = Empty Net Goal; 1 Play-downs/Relegation; Kursiv: Statistik nicht vollständig)